# Todenroth
Todenroth là một đô thị thuộc huyện Rhein-Hunsrück bang Rheinland-Pfalz, phía tây nước Đức. Đô thị Todenroth có diện tích 1,56 km², dân số thời điểm ngày 31 tháng 12 năm 2006 là 86 người.